# Демидовы (Кировская область)
Демидовы — деревня в Юрьянском районе Кировской области в составе Медянского сельского поселения.

## География
Находится на левом берегу реки Великая на расстоянии примерно 13 километров на запад-северо-запад по прямой от поселка Мурыгино.

## История
Известна с 1802 года как деревня «Над Великой рекой на Кормовых Рогах», позже на Комовых горах. В 1873 году учтено было дворов 7 и жителей 45, в 1905 9 и 50, в 1926 10 и 49, в 1950 3 и 11. Ныне имеет дачный характер. 

## Население
Постоянное население  составляло не было учтено как в 2002 году, так и в 2010.